# Лаздинай

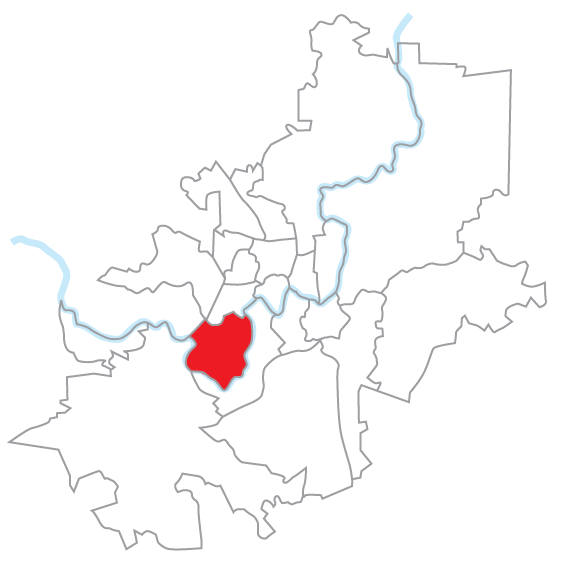
Лаздинайское староство

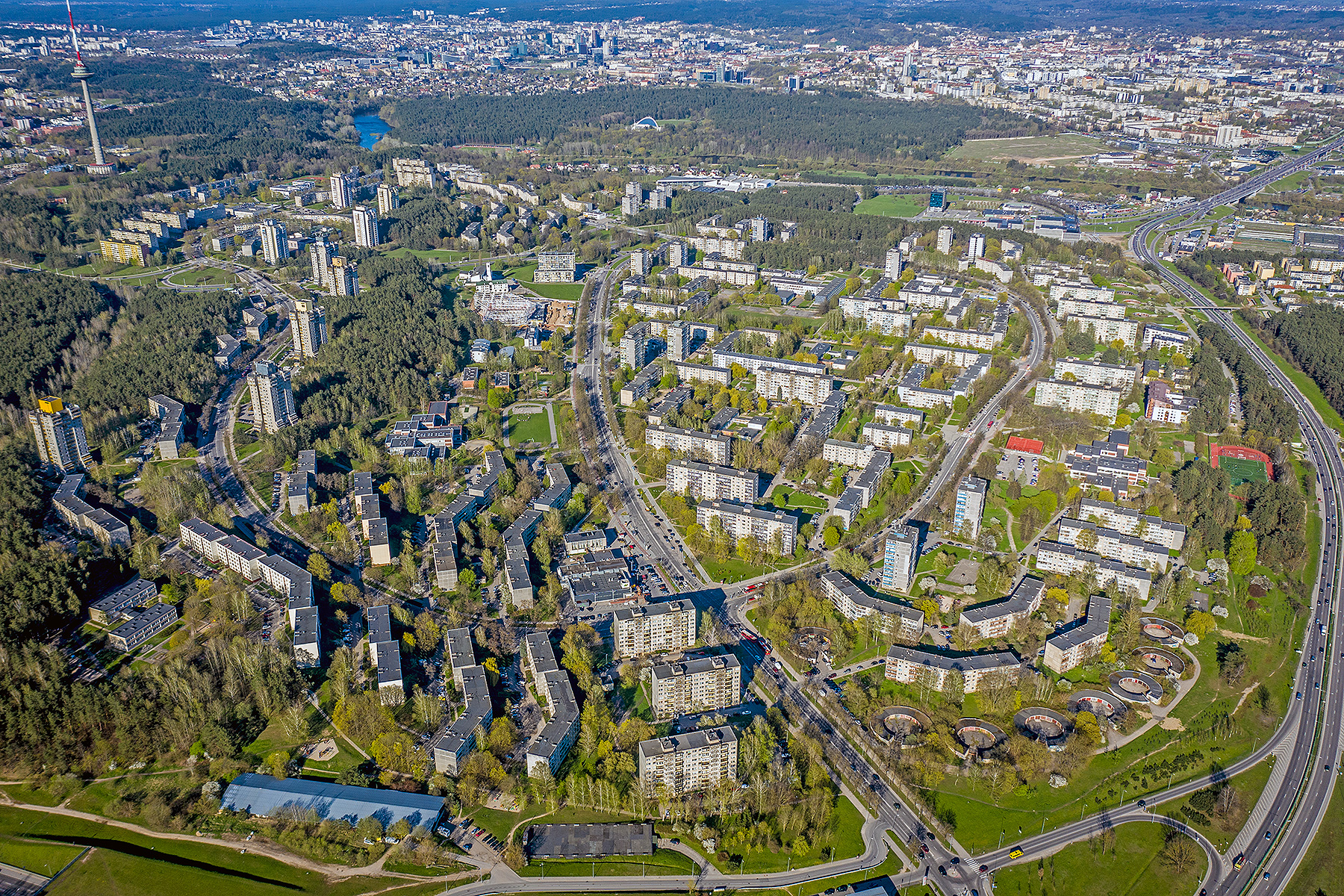

Лазди́най (лит. Lazdynai, пол. Leszczyniaki, бел. Ляшчыны; переводе — «кусты орешника, лещины») — район города Вильнюса, построен в советское время — в конце 1960-х — начале 1970-х годов.
На севере граничит с районом Каролинишкес, на юге — с Лаздинеляй, на востоке — с бывшими деревнями Шалтунай и Мишкиняй, а на западе с микрорайоном Гудяляй.
Известен видами в фильме «Приключения Электроника» (1979) (именно в Лаздинае находится школа, где частично снимались эпизоды действия кинокартины). Также в районе снимался фильм «Расписание на послезавтра» (1978).

## История

### Основание района и его развитие
Первоначально строительство жилых районов с новыми в то время для Вильнюса сборными крупнопанельными домами задумывалось в 1958 году в Бурбишкес, но в 1961 году с помощью градостроителей Москвы:5 для этого было выбрано место в северо-западной части города, и первым из новых районов стал Лаздинай. На месте будущего района находилась деревня Лещиняки (пол. Leszczyniaki переводится на русский как «лещины» или «орешники», а на литовский как «lazdynai»), от которой он и получил своё название. Первый проект был подготовлен архитекторами Витаутасом Чеканаускасом и Витаутасом Бредикисом в 1963 году.
В 1966 году на основе первоначального проекта В. Чеканаускас и В. Бредикис спроектировали район заново. Развернувшийся на территории площадью 1,88 км², жилой район Лаздинай состоит из четырёх микрорайонов, разграниченных вновь созданными улицами: IV микрорайон расположен к северу от проспекта Космонауту (ныне проспект Лайсвес), а I, II и III микрорайоны — к югу; III микрорайон расположен к северу от улицы Эрфурто, а I и II — к югу; II микрорайон расположен к западу от улицы Жеручё, а I — к востоку. Все четыре микрорайона соединяет кольцевая улица Архитекту протяженностью 3,5 км:157-158.

План района Лаздинай в 1980-х годах

Для жилой застройки района сотрудниками Института проектирования городского строительства Госстроя Литовской ССР (архитекторы Б. Круминис, В. Саргялис, А. Умбрасас, инженер В. Зубрус и другие) и Вильнюсского ордена Ленина опорно-показательного домостроительного комбината была разработана унифицированная серия 5- и 9-этажных жилых домов: 1-464 ЛИ. Каждый из домов серии компоновался из нескольких секций, с учётом сложного ландшафта, и всего получилось 9 типов домов этой серии. Застройка ими района началась в 1967 году. Строительство в основном закончено к 1972 году. В то же время были построены 12-этажные дома серии 1-3905. К каждому дому ведут дороги и тротуары от основных улиц. В дополнение к этому для индивидуального транспорта на окраине I и II микрорайонов были построены полуподземные гаражи оригинальной конструкции — в форме разомкнутых окружностей. Значительное место в большинстве дворов занимали детские площадки с такими элементами, как «глобус», «ракета», «мостик», песочница, качели, карусель; а также спортивные площадки. Архитектурные сооружения органично вписываются в рельеф и как бы составляют единое целое с зелёными насаждениями, находятся в гармонии с окружающей природой.
Тогда же в микрорайонах появились крупные торговые центры: «Эрфуртас» (ул. Архитекту, 19, I микрорайон, архитектор Ч. Мазурас, Эрфурт является городом-побратимом Вильнюса), «Папартис» (ул. Эрфурто, 31, III микрорайон, архитектор Арунас Паслайтис), «Лаздинай» (Архитекту, 152, IV микрорайон, типовой проект); продовольственные магазины «Ажуолас» (Архитекту, 214), «Решутас» (Архитекту, 11), «Жерутис» (Эрфурто, 30). Около торгового центра «Лаздинай» построена новая городская АТС (Архитекту, 146) на 20 000 телефонных номеров (архитектор Лев Казаринский).
За район Лаздинай в 1974 году группа архитекторов и строителей (архитекторы Витаутас Чеканаускас, Витаутас Бредикис, В. К. Бальчюнас, Г. Валюшкис, строители А. Клейнотас, В. Шилейка) получила Ленинскую премию.
В 1979—1985 гг. по проекту архитектора Чесловаса Мазураса на возвышенных местах было построено девять 16-этажных монолитных жилых домов башенного типа серий К-302 и К-402, которые ещё в первоначальном проекте района были задуманы как главный элемент планировки, выразительно завершающий образ района.
До 1990-х гг. площадь района оставалась практически неизменной, с севера он был ограничен районом Каролинишкес, с юга — Букчяйским лесом, с востока — средней террасой долины реки Нярис, с запада — долиной речки Судярве. Население района в 1986 году составляло 40000 жителей:69-71.

### Лаздинайское староство
В 1992 году район Лаздинай был объединён с расположенными рядом районами Букчай, Лаздинеляй, Шалтунай и Мишкиняй в Лаздинайское староство. Первые два района застраивались в основном в середине 1990-х южнее улицы Осло, по которой проходит южная граница Лаздиная. Лаздинайское староство на юге граничит с рекой Вилией (на другой стороне которой находится Вилкпедское староство), а на севере с Каролинишкесским староством. Площадь Лаздинайского староства составляет 10,3 км². В конце 1990-х гг. началась застройка западной части староства — между западной окраиной улицы Архитекту и речкой Судярве.
По данным переписи населения Литвы 2001 года, население Лаздинайского староства было 32164 человека, национальный состав:
| Национальность | Доля от всего населения | Доля от всего населения |
| -------------- | ----------------------- | ----------------------- |
| Литовцы        | 61,4%                   | 61.4                    |
| Поляки         | 15,2%                   | 15.2                    |
| Русские        | 14,5%                   | 14.5                    |
| Белорусы       | 3,4%                    | 3.4                     |
| Украинцы       | 1,3%                    | 1.3                     |
| Евреи          | 0,8%                    | 0.8                     |
| Татары         | 0,2%                    | 0.2                     |
| Латыши         | 0,1%                    | 0.1                     |
| Армяне         | 0,1%                    | 0.1                     |
| Другие         | 0,5%                    | 0.5                     |
| Не указана     | 2,5%                    | 2.5                     |

|  |  |  |
|  |  |  |

## Благоустройство и достопримечательности района

### Озеленение
Озеленению района уделялось много внимания не только для рекреационных целей, но и потому, что рельеф Лаздиная очень холмистый, и зеленые насаждения часто выполняют здесь функцию защиты почвы от эрозии. Вдоль южной половины кольцевой улицы Архитекту от магазина «Ажуолас» до магазина «Папартис» по обеим сторонам дороги тянутся липовые аллеи, далее до виадука над проспектом Лайсвес растут белые акации, а от виадука до магазина «Ажуолас» — аллеи серебристых клёнов. По улице Эрфурто растут большей частью липы. Аллеи улицы Жеручё — каштановые. Подальше от дороги во всех микрорайонах часто встречаются берёзовые рощи, много берёз и во дворах домов, где кроме того часто встречаются ивы, ели и другие деревья, а также разнообразные кустарники.
Особое место в Лаздинае занимают сосновые массивы. Самый крупный из них включает в себя Парк Дружбы (лит. Draugystės parkas, назывался так до 1988 года как минимум:23). Сосны здесь растут не только на ровной местности, но и сплошь покрывают крутые склоны холмов. Другой сосновый бор расположен в начале улицы Эрфурто. Много сосен растет на улице Архитекту — у торгового центра «Лаздинай», торгового центра «Эрфуртас». Частично в пределах района лежит сосновый бор Парка Сказок (лит. Pasakų parkas), основанного в 1986 году, другая часть которого находится в пределах района Каролинишкес. При расширении в 1990-х годах в границы района Лаздинай был добавлен крупный Букчяйский лесной массив, в котором из древесной растительности преобладают сосны и берёзы.

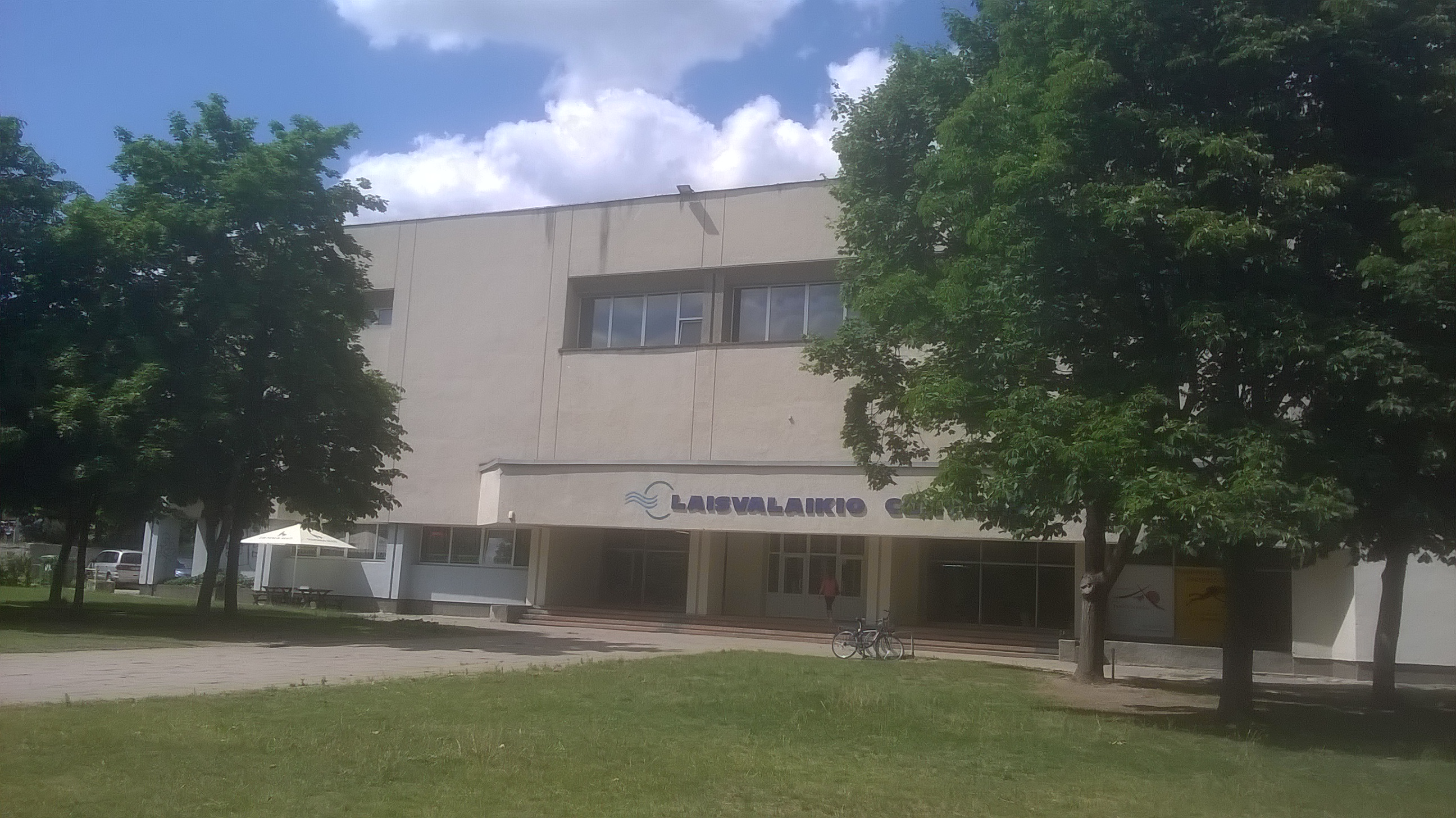
Лаздинайский центр досуга с крупнейшим в городе (на 2017 год) плавательным бассейном.

### Культура и здравоохранение
На улице Эрфурто в 1970-х годах появились поликлиника (1973, архитектор А.Алекна, ул. Эрфурто, 15), кинотеатр «Лаздинай» на 600 мест (1973, архитектор Ч.Мазурас, ул. Эрфурто, 1). В канун Олимпиады-80 открыт Дворец водного спорта «Вильнюс» (1980:18, архитектор Эдмундас Стасюлис, ныне Лаздинайский центр досуга, ул. Эрфурто, 13) с несколькими плавательными бассейнами, включая 50-метровый бассейн, вышками для прыжков в воду, трибунами на 650 мест. У реки Вилии, на окраине района, было сооружено здание Выставки достижений народного хозяйства Литовской ССР (1980, архитектор Эдмундас Стасюлис; ныне Дворец выставок «Литэкспо»), за которое в 1982 году группе инженеров и архитекторов была присуждена Премия Совета Министров СССР:306-307. С другой стороны его окружает обширный сосновый лесной массив Парка Дружбы. В 1991 году в Лаздинае была открыта Вильнюсская университетская больница скорой помощи (ул. Шилтнамю, 29).
Скульптурных произведений в Лаздинае много и они своеобразны и выразительны. Рядом с торговым центром «Лаздинай» в 1975 году была установлена скульптура «Утро» (скульптор Гядиминас Каралюс, архитектор В.Чеканаускас), которая в 1980-х гг. часто считалась эмблемой нового Вильнюса. Недалеко от пересечения улиц Архитекту и Жеручё расположена бронзовая скульптура «Канклининке» (лит. «играющая на канклес») работы скульптора Элены Пальшите-Касперавичене и архитектора Витауте Янушкайте-Аукштикальнене (1982 г.). Около торгового центра I микрорайона «Эрфуртас» в 1973 году появился металлический декоративный флюгер высотой 11 м работы скульптора Казимераса Валайтиса:98-99. Несмотря на массивность конструкции, флюгер заметно вращается от порывов ветра. Перед домом № 109 по улице Архитекту в 1980 году установлена скульптура «Строитель» (архитектор Антанас Димжлис, скульптор Альбинас Пурис). 13 сентября 2013 года в скверике по адресу ул. Эрфурто, 1 был установлен 11-тонный памятный камень в честь фармацевта, хабилитированного доктора естественных наук Е. Шимкунайте. Памятник украшен изящными солнышками и литовским орнаментом работы скульптора Й. Гянцявичюса, который также высек на камне слова Шимкунайте: «Солнце-матушка, идя в небо, не обойди землю нашу» (лит. Saule motule, dangun eidama neaplenk žemės mūsų).
|  |  |  |
|  |  |  |

### Образование и дошкольное воспитание
Одновременно с жилыми домами появились 11 детских садов проекта серии 2-ЛИ-04-65: 3 — в I микрорайоне, 2 — во II микрорайоне, 2 — в III микрорайоне, 4 — в IV микрорайоне. Каждый из детских садов был рассчитан на 280 мест. Они строились на окраинах микрорайонов, поближе к природному окружению, но в то же время были сделаны легко доступными для транспортного и пешеходного сообщения.
В 1971—1980 гг. открыты четыре общеобразовательные средние школы, расположенные согласно первоначальному проекту района, в каждом микрорайоне — по школе. Около каждой из них имеется стадион и спортплощадки. Две из школ — оригинального проекта архитектора Чесловаса Мазураса. Район имеет свою библиотеку для взрослых и детей, основанную в 1969 году как филиал № 14 Вильнюсской городской центральной библиотеки (ул. Эрфурто, 4-46), а также детскую библиотеку «Папартис» (ул. Архитекту, 220).

### Транспорт
Через Лаздинай идут транспортные пути, соединяющие район с другими частями города. Важнейшая дорога, ведущая в центр города, к вокзалу и аэропорту, проходит по Лаздинайскому мосту, сооружённому в 1969 году, до этого главным мостом был Букчайский. В 1986 году к западу от района был сооружён Гарюнайский мост. В конце 2008 года начались работы по реконструкции Лаздинайского моста и прокладке Вильнюсской западной объездной дороги, цель которых — соединить улицу Осло с улицей Укмергес. Они осуществлялись строительными компаниями «Кауно тилтай» и «Панявеже кяляй». На время работ было ограничено движение по мосту, полностью восстановленное к 1 сентября 2010 года.
Слева — таблица маршрутов общественного транспорта: троллейбусов (красный шрифт), автобусов (синий шрифт) и маршрутных такси (желтый фон, чёрный шрифт), на 2010 год, то есть до больших изменений июля 2013 года.
По центру — таблица маршрутов общественного транспорта: скорых автобусов (зелёный фон, белый шрифт), троллейбусов (красный шрифт), автобусов (синий шрифт), данные на сентябрь 2014 года.
Справа — таблица маршрутов общественного транспорта: скорых автобусов (зелёный фон, белый шрифт), троллейбусов (красный шрифт), автобусов (синий шрифт), данные на 2022 год.
| №   | Путь следования (2010 год)                               |
| --- | -------------------------------------------------------- |
| 11  | Антакальнис—Лаздинай—Пашилайчяй                          |
| 16  | Вокзал—Лаздинай—Пашилайчяй                               |
| 18  | Пашилайчяй—Лаздинай—ул. Титнаго                          |
| 18А | Пашилайчяй—Лаздинай—Жямейи-Паняряй                       |
| 7   | Лаздинай—Виршулишкес—Северный городок                    |
| 20  | Лаздинай—Электростанция—Жямейи-Паняряй                   |
| 21  | Лаздинеляй—Лаздинай—Центр                                |
| 22  | Лаздинай—Центр                                           |
| 23  | Лаздинай—Вокзал                                          |
| 29  | пр. Саванорю—Лаздинай—Григишкес                          |
| 49  | ул. Атейтес—Лаздинай—Букчяй                              |
| 54  | Пилайте—Лаздинай—Вокзал                                  |
| 55  | Больница скорой помощи-Лаздинай—Фабийонишкес—Сантаришкес |
| 11  | Пашилайчяй—Лаздинай—Антакальнис                          |
| 16  | Байорай-Пашилайчяй—Лаздинай—Вокзал                       |
| 37  | Вокзал—Лаздинай—Гарюнай                                  |
| 38  | пр. Саванорю—Лаздинай—Лянтварис                          |
| 47  | Аэропорт—Лаздинай—Пашилайчяй                             |
| 50  | Вокзал—Лаздинай—Григишкес                                |
| 51  | ул. Озо—Лаздинай—Григишкес                               |
| 73  | пр. Саванорю-Лаздинай-Григишкес-Восилюкай                |
| 94  | Лаздинай-Фабийонишкес-Сантаришкес                        |
| 100 | Лаздинай—Центр—Сантаришкес                               |

| №   | Путь следования (на сентябрь 2014 года)                  |
| --- | -------------------------------------------------------- |
| 2G  | Сантаришкес—Лаздинай—Вокзал                              |
| 13  | Пашилайчяй—Лаздинай—Жямейи-Паняряй                       |
| 16  | Вокзал—Лаздинай—Пашилайчяй                               |
| 18  | Пашилайчяй—Лаздинай—ул. Титнаго                          |
| 7   | Северный городок—Виршулишкес—Лаздинай                    |
| 20  | Лаздинай—Мурине Воке—Жямейи-Паняряй                      |
| 21  | Лаздинеляй—Лаздинай—Центр                                |
| 22  | Лаздинай—Центр                                           |
| 23  | Лаздинай—Вокзал                                          |
| 29  | пр. Саванорю—Лаздинай—Григишкес                          |
| 49  | ул. Атейтес—Лаздинай—Букчяй                              |
| 54  | Пилайте—Лаздинай—Вокзал                                  |
| 55  | Больница скорой помощи—Лаздинай—Фабийонишкес—Сантаришкес |
| 59  | Жверинас—Лаздинай—Григишкес                              |
| 68  | Лаздинай—Григишкес                                       |
| 69  | Атейтес—Лаздинай—ул. Шилтнамю                            |
| 116 | Жверинас—Лаздинай—ул. Унгурю                             |

| №   | Путь следования (2022 год)            |  |
| --- | ------------------------------------- |  |
| 2G  | Сантаришкес—Лаздинай—Вокзал           |  |
| 16  | Пашилайчай—Лаздинай—Вокзал            |  |
| 18  | Пашилайчяй—Лаздинай—ул. Титнаго       |  |
| 7   | Северный городок—Виршулишкес—Лаздинай |  |
| 20  | Жямейи Паняряй—Мурине Воке—Лаздинай   |  |
| 21  | Лаздинеляй—Лаздинай—Центр             |  |
| 22  | Лаздинай—ул. Осло—Центр               |  |
| 23  | Вокзал—ул. Швитригайлос—Лаздинай      |  |
| 29  | Вилкпеде—Лаздинай—Григишкес           |  |
| 49  | ул. Атейтес—Лаздинай—Букчай           |  |
| 54  | Пилайте—Лаздинай—Вокзал               |  |
| 55  | Лаздинай—Фабийонишкес—Сантаришкес     |  |
| 59  | Григишкес—Лаздинай—Жверинас           |  |
| 62  | Жямейи Паняряй—Гуряляй—Лаздинай       |  |
| 68  | Лаздинай—Лентварис—Григишкес          |  |
| 69  | Байорай—Лаздинай—ул. Щилтнамю         |  |
| 116 | Жверинас—Лаздинай—ул. Унгурю          |  |